# Georg von Rauch (anarkist)
Georg von Rauch, född 12 maj 1947 i Marburg, död 4 december 1971 i Väst-Berlin, var en tysk anarkist och aktivist.

## Biografi
Georg von Rauch var son till historikern Georg von Rauch. År 1966 inledde von Rauch filosofistudier vid Kiels universitet. Samma år gifte han sig med Illo Wittlich och paret fick 1967 en dotter.
Den 2 juni 1967 sköts Benno Ohnesorg ihjäl av polisen i samband med en demonstration mot shahens av Iran besök i Västtyskland. Händelsen gav upphov till häftiga studentprotester vid Freie Universität och von Rauch flyttade till Berlin för att delta i dessa. Han engagerade sig för bättre utbildningsvillkor för studenterna och mot Vietnamkriget. I Berlin levde von Rauch i ett kollektiv i en lägenhet som tillhörde Otto Schily.
Den 11 april 1968 utsattes studentledaren Rudi Dutschke för ett mordförsök. Denna händelse och studentrevolterna i Frankrike föranledde von Rauch och några andra medlemmar i kollektivet att bryta med den västtyska staten och vända sig mot den. Med inspiration från Tupamaros i Uruguay bildade de en stadsgerilla. Gruppen, som bestod av ungefär femton personer, tog sig namnet Tupamaros West-Berlin, som senare skulle ombildas till 2 juni-rörelsen.

### Rättegång och död
Tillsammans med Michael Baumann och Thomas Weisbecker misshandlade von Rauch journalisten Horst Rieck och greps den 2 februari 1970. von Rauch och hans kumpaner ville hämnas för en artikel i veckotidningen Quick, "Ganz Deutschland muß brennen", illustrerad med bilder från deras bombattentat i Berlin. Om artikeln verkligen författats av Rieck är oklart. von Rauch hölls häktad fram till rättegången i juli 1971. Det som där hände har inte till fullo klarlagts. von Rauch bytte roll med Weisbecker, som blev frikänd, och kunde lämna domstolsbyggnaden i Berlin-Moabit.
Efter fem månader på flykt greps von Rauch av civilklädda polismän på Eisenacher Straße i Berlin-Schöneberg. Skottväxling följde, varvid von Rauch sköts i huvudet och avled.